# Geo Henderick
Georgius Joannes Henderick né le 19 juin 1879 à Mont-Saint-Amand et mort le 17 mai 1957 à Gand est un architecte belge.